# Янаш, Петш
Петш Я́наш, другой вариант — Клаус-Петр Янаш, немецкий вариант — Петер Яннаш, Клаус-Петер Яннаш (н.-луж. Pětš Janaš, Klaws-Pětr Janaš, нем. Peter Jannasch, Klaus-Peter Jannasch, 19 ноября 1933 года, Котбус, Германия) — нижнелужицкий педагог, переводчик, общественный деятель и издатель словарей и учебников нижнелужицкого языка. Лауреат премии имени Якуба Чишинского.

## Биография
Родился 19 ноября 1933 года в нижнелужицкой семье в городе Котбус. В 1952 году окончил Серболужицкую гимназию в Будишине. Изучал германистику и сорабистику в Лейпцигском университете. С 1956 года преподавал в нижнелужицкой коммуне Борковы, где в 1958 году издал свой первый учебник. Потом работал в Высшей политехнической школе в коммуне Борковы и Серболужицкой высшей школе в Котбусе. С 1973 года работал в Серболужицком педагогическом обществе. С 1979 года был членом Нижнелужицкой языковой комиссии, которая входила в состав Серболужицкой языковой комиссии при Институте серболужицкого народоведения.
После 1991 года вместе с Марианной Биртлер участвовал в реформации серболужицкого образования и организации телевещания на лужицких языках на канале ORB. В 1992 году основал нижнелужицкую организацию «Źěłanišćo za serbske kubłańske wuwijanje Chóśebuz».
В 2005 году был удостоен премии имени Якуба Чишинского «за его значительный вклад в сохранение нижнелужицкого языка». 24 ноября 2012 года был награждён памятной медалью города Котбус.

## Сочинения
- Moja prědna serbska knigła. Domowina, Budyšyn, 1960
- Wjasole wuknjomy. Wucbnica za 2. lětnik za serbsku wucbu na wušych šulach z dolnoserbskeju wucbu. Domowina, Budyšyn, 1966
- Naša serbšćina: zakładny kurs dolnoserbšćiny za pśigotowańske rědownje Serbskeje rozšyrjoneje wušeje šule. Ludowe nakładnistwo Domowina, Budyšyn, 1976
- Niedersorbische Grammatik. Domowina-Verlag, Bautzen, 1976
- Niedersorbische Grammatik für den Gebrauch der Sorbischen Oberschule. 2., durchgesehene Auflage. Domowina-Verlag, Bautzen, 1984
- Wörterbuch Deutsch-Niedersorbisch. Němsko-dolnoserbski słownik. Domowina-Verlag, Bautzen, 1990
- Spěwaj, grajkaj, powědaj! Wučbnica dolnoserbšćiny za wukubłanje źěśownicow. Ludowe nakładnistwo Domowina, Budyšyn 1990

Переводы
- Antoine de Saint-Exupéry: Ten mały princ. Edition Tintenfass, Neckarsteinach 2010, ISBN 978-3-937467-72-6
- Wilhelm Busch: Maks a Moric. Edition Tintenfass, Neckarsteinach 2014, ISBN 978-3-943052-68-8
- Wilhelm Busch: Das Bad am Samstagabend. So kupać ma, hdyž wječor je a sobota. Se kupaś ma, gaž wjacor jo a sobota. Dreisprachige Ausgabe: Obersorbisch, Deutsch, Wendisch (Niedersorbisch). Edition Tintenfass, Neckarsteinach 2015, ISBN 978-3-943052-95-4